# نهر كابلوتشر

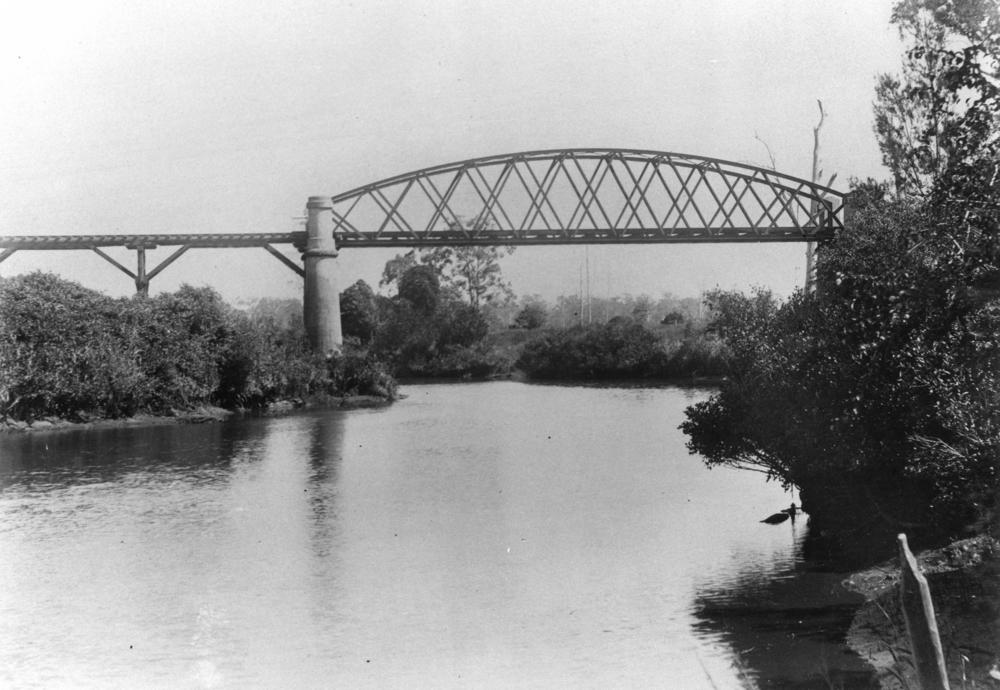
جسر الطريق السريع فوق نهر كابلوتشر 1907

نهر كابلوتشر، بالإنجليزية (Caboolture River): هو نهر صغير في جنوب شرق كوينزلاند أستراليا، ينبع من منطقة دأغيلار D'Aguilar بجوار المحيط ويتدفق عبر كابلوتشر ومنطقة موريفيلد Morayfield قبل الدخول في خليج ديسبشن Deception، في منطقة بيتشميري Beachmere.
مساحة مسطحه المائي 468 كم2، كما أنه لا توجد سدود على الممر المائي للنهر باستثناء سد صغير والمعبر الرئيسي الوحيد هو جسر بروس Bruce للطريق السريع.
المصدر: مترجم Caboolture River